# ریکال
ریکال (به انگلیسی: Riccall) یک روستا و محله مدنی در بریتانیا است که در سلبی واقع شده‌است. ریکال ۲٬۳۳۲ نفر جمعیت دارد.